# Tikale Peak
Der Tikale Peak (englisch; bulgarisch връх Тикале wrach Tikale) ist ein felsiger, teilweise unvereister und 550 m hoher Berg an der Oskar-II.-Küste des Grahamlands auf der Antarktischen Halbinsel. In den Poibrene Heights auf der Blagoewgrad-Halbinsel ragt er 5,5 nördlich des Kunino Point, 5,55 km südöstlich des Ravnogor Peak, 9 km westlich des Kesten Point und 9,85 km nordwestlich des Foyn Point auf.
Die bulgarische Kommission für Antarktische Geographische Namen benannte ihn 2012 nach der Ortschaft Tikale im Süden Bulgariens.